# Elsengold Verlag
Der Elsengold Verlag ist ein deutscher Sachbuchverlag in Berlin. Er wurde 2013 gegründet und ist seit 2023 ein Imprint des Bebra-Verlags. Der Verlag publiziert hauptsächlich zur Berliner Geschichte und Kultur. Unter dem Imprint Palm Verlag wird allgemeine Geschichte und Kultur veröffentlicht.

## Geschichte

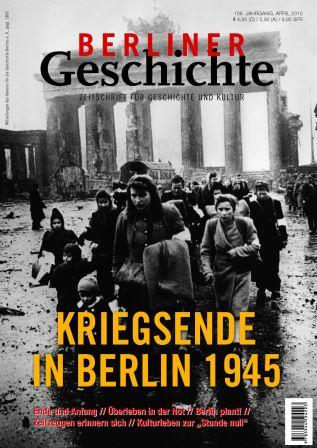
Erstausgabe im April 2015

Der Elsengold Verlag wurde Anfang 2013 vom Historiker Dirk Palm, der mit seiner Firma Palmedia Publishing Services zu diesem Zeitpunkt bereits „um die 100 illustrierte Sachbücher für andere Verlage konzipiert“ hatte, gegründet. Er brachte im September 2013 sein erstes Buch, einen großformatigen Doppelband unter dem Titel Leben in Ost-Berlin heraus. Dieses Prinzip, Bücher reich zu bebildern, führt der Verlag konsequent fort und machte dies zu seinem Markenkern. Der Verlag konnte mit Hans-Ulrich Thamer, Jan Gympel und Matthias Wemhoff drei renommierte Autoren in sein Verlagsprogramm aufnehmen. 
Der Verlag nimmt seit 2014 regelmäßig an der Frankfurter und Leipziger Buchmesse teil.
Im April 2015 brachte Elsengold in Kooperation mit dem Verein für die Geschichte Berlins das Heft Berliner Geschichte auf den Markt, das seither quartalsweise erscheint. Auch hierfür konnten zahlreiche, renommierte Historiker, darunter Claudia Melisch, Rüdiger vom Bruch und Helmut Börsch-Supan gewonnen werden.
2015/16 brachte Elsengold unter dem Imprint Palm Verlag ein allgemeines Sachbuchprogramm heraus, das dann in den Elsengold Verlag integriert wurde. Auch hier konnten schon namhafte Autoren gewonnen werden, darunter Holger Sonnabend.
2016 publizierte der Verlag erstmals ein Buch in Kooperation mit dem Berliner Museum für Vor- und Frühgeschichte, in dessen Gebäude das Buch auch vorgestellt wurde.
Seit 2023 ist Elsengold ein Imprint des BeBra Verlags.